# Élections municipales de 2021 à Québec
Les élections municipales de 2021 à Québec se sont déroulées le 7 novembre 2021.

## Description

### Contexte
C'est en pleine pandémie de Covid-19 que les différents candidats à la mairie s'affronteront. Le maire sortant, Régis Labeaume, ne se représentant pas, c'est la première fois depuis 2007 qu'un nouveau maire ou une nouvelle mairesse sera élu. Les principaux candidats sont Marie-Josée Savard qui prend le relais du maire sortant, Jean-François Gosselin, l'ancien député de l'Action démocratique du Québec et chef de Québec 21, Jackie Smith (cheffe du parti Transition Québec), Jean Rousseau, le chef de Démocratie Québec et Bruno Marchand, l'ancien PDG de Centraide à Québec, en Chaudière-Appalaches et au Bas-Saint-Laurent.

### Déroulement
Après avoir annoncé tôt pendant la soirée électorale la victoire de Marie-Josée Savard, Radio-Canada et TVA annoncent finalement la victoire de Bruno Marchand. La télévision publique francophone du Canada s'excuse le lendemain.

## Candidats
| Candidat               | Profession          | Parti | Parti | Colistier                  |
| ---------------------- | ------------------- | ----- | ----- | -------------------------- |
| Marie-Josée Savard     | Femme d'affaires    |       | EMJS  | Aucun                      |
| Jean-François Gosselin | Homme d'affaires    |       | Q21   | Manouchka Blanchet         |
| Jean Rousseau          | Chimiste            |       | DQ    | David Johnson              |
| Jackie Smith           | Analyste d'affaires |       | TQ    | Madeleine Cloutier         |
| Bruno Marchand         | Gestionnaire        |       | QFF   | Catherine Vallières-Roland |
| Alain Giasson          | -                   |       | ACQ   | Aucun                      |
| Patrice Fortin         | -                   |       | IND   | N/A                        |
| Lucie Perreault        | -                   |       | IND   | N/A                        |

| Parti | Parti                        | Candidats | Candidats            | Total |
| Parti | Parti                        | Mairie    | Conseiller municipal | Total |
| ----- | ---------------------------- | --------- | -------------------- | ----- |
|       | Équipe Marie-Josée Savard    | 1         | 21                   | 22    |
|       | Québec 21                    | 1         | 21                   | 22    |
|       | Démocratie Québec            | 1         | 21                   | 22    |
|       | Transition Québec            | 1         | 21                   | 22    |
|       | Québec forte et fière        | 1         | 21                   | 22    |
|       | Alliance citoyenne de Québec | 1         | 4                    | 5     |
|       | Indépendants                 | 2         | 4                    | 6     |
| Total | Total                        | 8         | 113                  | 121   |

## Partis politiques
Équipe Labeaume, à la tête de la ville depuis les élections de 2009, devient Équipe Marie-Josée Savard à la suite du départ du maire sortant Régis Labeaume. Quatre autres partis présents lors des élections précédentes sont de nouveau de la partie : Québec 21, Démocratie Québec, Transition Québec (autrefois Option Capitale-Nationale) et l'Alliance citoyenne de Québec. Un nouveau parti du nom de Québec forte et fière s'ajoute à la liste. Tous les partis s'entendent sur d'importants investissements en infrastructures de transport en commun dans les prochaines années.

### Démocratie Québec
Slogan : Ensemble, c'est mieux

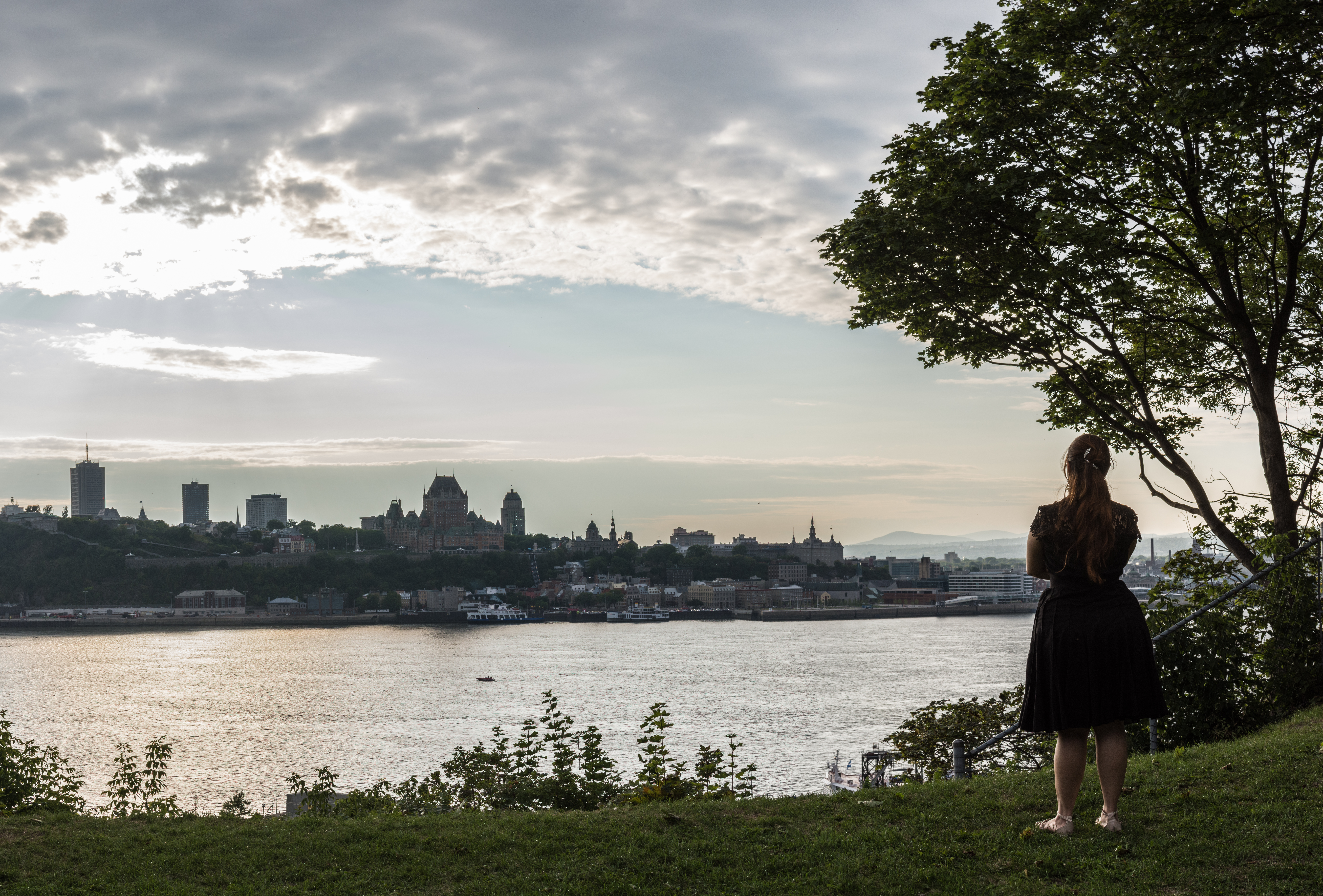
Démocratie Québec appuie une vision régionale du transport en commun en incluant Lévis.

Environ un an avant l'élection, le 3 octobre 2020, le seul membre du parti représenté au conseil municipal, Jean Rousseau, est élu chef du parti par acclamation en vue de ces élections. Le parti se fait le défenseur d'une densification urbaine à « échelle humaine », à l'amélioration de la vie de quartier, la concertation avant la prise de décision ainsi que la consultation citoyenne.
Parmi les propositions et positions du parti :
- Appui au troisième lien uniquement pour le transport collectif. Désire réaliser un vaste réseau de transport à l'échelle de la région de Québec incluant tramway, métro et trambus. Propose la fusion du Réseau de transport de la Capitale et de la Société de transport de Lévis.
- En faveur de la fusion des villes de Québec et de Lévis [5] ;
- En matière de démocratie : établir une nouvelle politique de consultation directe de la population, une formation à l'éthique pour les élus et création d'un commissaire à l'éthique, etc.
- En matière d'environnement : faire adopter un « livre vert » ainsi qu'une Politique environnementale et une Politique de protection de l'eau potable et des bassins versants, contre le changement de zonage des terres agricoles. etc.
- Revitaliser les pôles urbains et les artères commerciales pour améliorer le milieu de vie. Augmentation des logements sociaux et coopératifs. Obtention du gouvernement provincial de pouvoirs spéciaux pour faire face aux problèmes sociaux.

### Équipe Marie-Josée Savard
Slogan : Une ville à partager

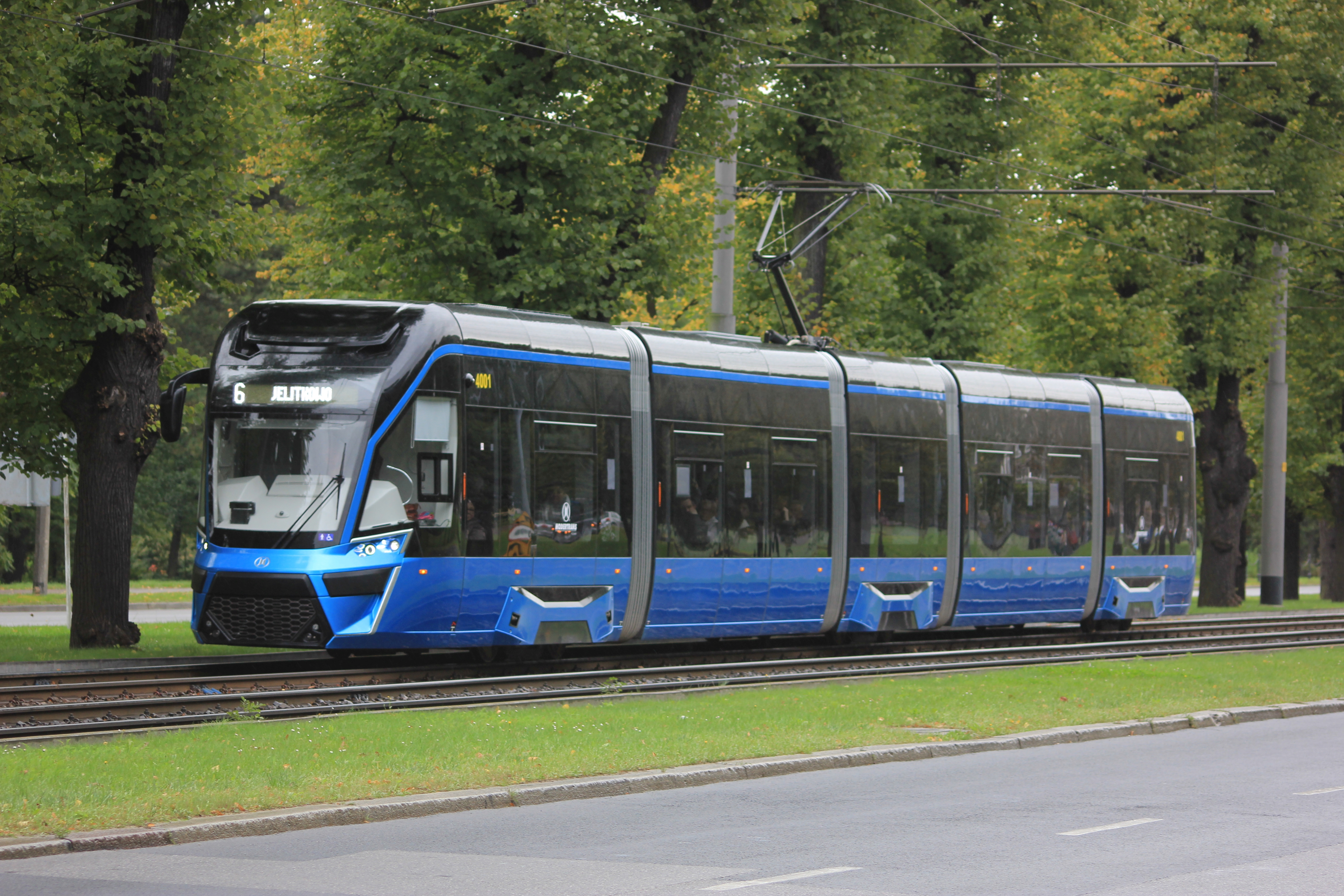
L'Équipe Marie-Josée Savard défend le bilan du maire sortant Régis Labeaume et supporte le projet de tramway de Québec tel qu'adopté.

En mai 2021, le maire sortant Régis Labeaume annonce qu'il donne son appui à Marie-Josée Savard, membre de son équipe. Ce « nouveau » parti, successeur de l'Équipe Régis Labeaume, mise sur la continuité des propositions et projets entamés par l'administration sortante. Plusieurs candidats du parti sont d'ailleurs d'anciens conseillers municipaux sous Régis Labeaume. Les engagements du parti sont souvent en lien avec des mesures déjà entamées par l'administration précédente (limitation des taxes, infrastructures sportives et culturelles, adoption de Visions et de Stratégies municipales, nouveaux services du RTC, etc).
Parmi les propositions et positions du parti :
- Défend le projet de transport en commun tel que proposé par l'administration précédente (tramway de Québec).
- Limiter l'augmentation annuelle des taxes, possibilité d'étaler leur paiement. Appui aux projets d'économie circulaire.
- En matière d'urbanisme : aménagement du « parc des Grandes-Rivières-de-Québec », de places publiques et de parcs canins dans les quartiers. Transformation de l'autoroute Laurentienne en boulevard urbain.
- Bonifier la canopée de la ville, relier les grands parcs naturels de la ville, etc.
- Acquisition et valorisation de l'église Saint-Jean-Baptiste de Québec et de la Maison Pollack.

### Québec 21
Slogan : Pour un vote historique / Pour participer au changement
Le parti, créé lors des élections précédentes, est toujours dirigé par Jean-François Gosselin, qui est également chef de l'opposition de la Ville de Québec. Toujours en fort appui à un troisième lien autoroutier et en opposition à un système de tramway, le parti s'est montré toutefois bien plus ouvert qu'autrefois en matière de transport en commun en proposant la construction d'un métro léger souterrain.
Parmi les propositions et positions du parti :
- Seul parti fermement opposé au projet de tramway de Québec, il défend plutôt la construction d'un métro léger;
- Rigueur budgétaire dans les finances de la municipalité. Gel des taxes résidentielles et commerciales au moins durant les deux premières années d'un éventuel mandat[8].
- Investir 10M$ supplémentaires pendant le mandat pour les organismes communautaires.
- Améliorer les infrastructures de quartier en construisant notamment des patinoires extérieures réfrigérées couvertes et des parcs canins dans chacun des arrondissements.
- Redéploiement du transport en commun sur tout le territoire, avec la création de nouveaux parcours, d'un nouveau Métrobus et du réaménagement des parcours existants
- Doter la Ville d'une cible ambitieuse en matière de logements sociaux et abordables, soit 5 000 logements sociaux et 1 000 abordables sur 10 ans, et ériger un projet de logements sociaux à la suite du déménagement de la Centrale de police du Parc Victoria à Charlesbourg.

### Québec forte et fière
Slogan : Pour une ville forte et fière
En février 2021, un nouveau parti voit le jour. Le président-directeur général de Centraide Québec, Bruno Marchand, est pressenti pour en devenir le chef. Ce dernier officialise sa candidature le 15 avril 2021. Le parti est favorable au projet de réseau structurant de l'administration Labeaume et préfère ne pas se positionner sur celui du troisième lien entre Québec et Lévis tant qu'il n'est pas annoncé par le gouvernement. Centriste, le parti veut instaurer un « leadership positif et bienveillant ».
Parmi les propositions et positions du parti :
- Appui au projet de transport en commun tel que proposé par l'administration précédente (tramway de Québec). Neutre pour le moment concernant le troisième lien entre Québec et Lévis[12].
- Veut apporter un nouveau discours positif et ambitieux dans la politique municipale.
- Adoption d'un plan de développement pour les quartiers, lutte aux inégalités sociales et rues marchandes fortes.
- Bruno Marchand propose une solution de mobilité intégrée regroupant tous les services de mobilités dans un seul et même endroit avec une facturation en fonction de l’utilisation.
- Limiter la hausse des taxes à l’inflation.
- Lors de la campagne électorale, Bruno Marchand propose une vision ambitieuse d’Itinérance Zéro comme plusieurs autres grandes villes à travers le monde.
- Réduire les inégalités sociales.
- Il s’engage à ne plus changer le zonage d’aucun boisé sur le territoire de Québec.

### Transition Québec
Slogan : Changeons de cap

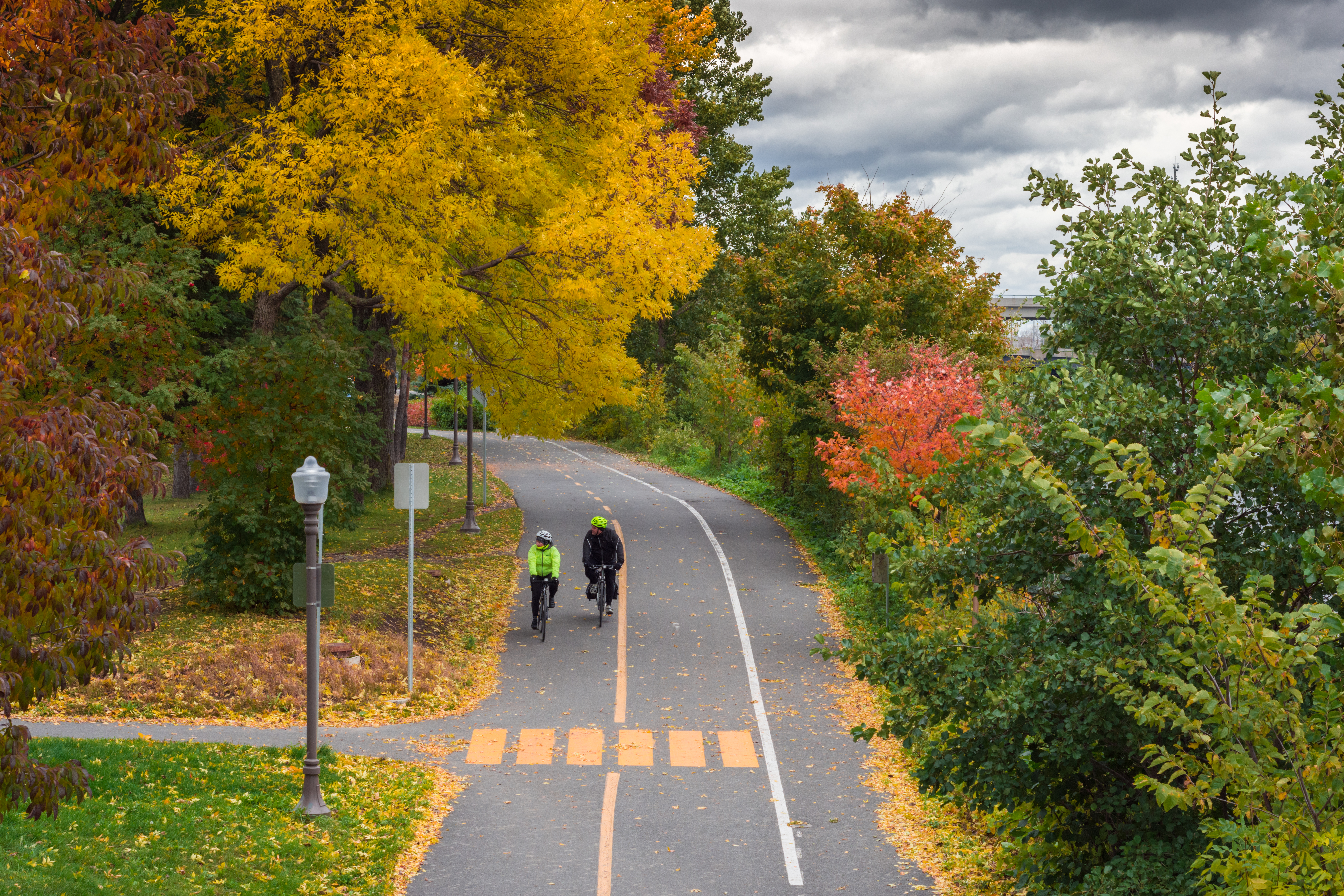
Transition Québec propose des idées fortes en matière d'environnement et de justice sociale.

Le parti Option Capitale-Nationale avait vu le jour aux élections précédentes en tant que pendant municipal du parti provincial progressiste et indépendantiste Option nationale. À la suite de la fusion de ce dernier avec Québec solidaire, Option Capitale-Nationale opère un changement de nom en devenant « Transition Québec » en mai 2020. À l'image du parti provincial, les principaux enjeux que Transition Québec défend sont la transition écologique, la justice sociale, le féminisme et le souverainisme. Sa cheffe, depuis le 19 juin 2019, est Jacquelyn Smith, candidate dans le district de Limoilou aux élections précédentes sous la bannière de Démocratie Québec.
Parmi les propositions et positions du parti :
- Seul parti opposé catégoriquement au troisième lien entre Québec et Lévis[15]. Il promeut plutôt la reconversion des autoroutes en boulevards, la création d'un réseau majeur de cyclisme utilitaire, l'autopartage, le péage autoroutier, la réduction des cases de stationnement, etc.
- Opposition ferme à tout agrandissement du Port de Québec[16].
- Plusieurs mesures en environnement : atteinte de la carboneutralité des infrastructures municipales d'ici 2030, l'interdiction du transport du pétrole ou du gaz destiné à l'exportation internationale, l'interdiction du chauffage au gaz naturel ou au mazout ou bien l'interdiction de l'affichage publicitaire pour les autos et les énergies fossiles, etc.
- Plusieurs mesures en matière de justice sociale : décolonialisme (modifications à la toponymie, nomination d'un commissaire des affaires autochtones), facilitation de l'immigration, lutter contre le racisme systémique, retrait du port d'armes à feu aux patrouilles régulières du SPVQ, support aux droits des animaux et LGBTQ+, etc.
- Valoriser la vie démocratique locale. Adopter le mode de scrutin préférentiel par vote alternatif et création de mairies d'arrondissement.

## Enjeux

### Transport
Tous les partis appuient la construction du tramway de Québec, à l'exception de Québec 21 qui propose plutôt un métro léger souterrain. Le recours à un métro est également appuyé par Démocratie Québec, mais uniquement pour la traversée du fleuve. Autrement, tous les autres partis dénoncent la construction d'un métro en raison de son coût et de sa surcapacité. Il est important de noter que Québec 21 préconise un Métro léger et non pas un Métro de grande capacité comme le Métro de Montréal.
En ce qui concerne le troisième lien entre Québec et Lévis, Québec 21 appuie le projet tandis que Transition Québec s'y oppose catégoriquement. Les autres partis sont plutôt neutres ou bien exigent la présence du transport collectif dans le projet.
Le seul parti à appuyer la gratuité des transports en commun est Transition Québec.
|                                      | Démocratie Québec | Équipe Marie-Josée Savard | Québec 21 | Québec forte et fière | Transition Québec |
| ------------------------------------ | ----------------- | ------------------------- | --------- | --------------------- | ----------------- |
| Construction d'un tramway            | Pour              | Pour                      | Contre    | Plutôt pour           | Pour              |
| Construction d'un métro léger        | Pour              | Contre                    | Pour      | Contre                | Contre            |
| Troisième lien entre Québec et Lévis | Pour (métro)      | Plutôt neutre             | Pour      | Neutre                | Contre            |
| Gratuité des transports en commun    | Plutôt pour       | Contre                    | Contre    | Plutôt contre         | Pour              |

## Sondages
| Sondeur                  | Date                      | Lien | ÉMJS | Q21  | QFF  | DQ  | TQ  | Autres | Ne votera pas | Ne sait pas | Refus | Sondés |
| ------------------------ | ------------------------- | ---- | ---- | ---- | ---- | --- | --- | ------ | ------------- | ----------- | ----- | ------ |
| Sondeur                  | Date                      | Lien |      |      |      |     |     |        |               |             |       | Sondés |
| Léger Marketing          | 3 au 4 novembre           | HTML | 31 % | 25 % | 31 % | 3 % | 4 % | -      | -             | 6 %         | -     | 513    |
| Léger Marketing          | 23 au 25 octobre          | HTML | 31 % | 22 % | 22 % | 5 % | 4 % | 1 %    | 4 %           | 9 %         | -     | 500    |
| Le Soleil/FM93/Navigator | 29 septembre au 6 octobre | HTML | 36 % | 15 % | 12 % | 5 % | 3 % | -      | -             | 23 %        | 5 %   | 505    |
| Léger Marketing          | 15 juin au 19 juin        | HTML | 29 % | 18 % | 13 % | 5 % | 2 % | 2 %    | 6 %           | 21 %        | -     | 500    |

## Résultats

### Mairie
|                          | Bruno Marchand           | Québec forte et fière        | 59 567  | 32,32 |  |  |
|                          | Marie-Josée Savard       | Équipe Marie-Josée Savard    | 58 828  | 31,92 |  |  |
|                          | Jean-François Gosselin   | Québec 21                    | 45 590  | 24,74 |  |  |
|                          | Jackie Smith             | Transition Québec            | 12 089  | 6,56  |  |  |
|                          | Jean Rousseau            | Démocratie Québec            | 7 188   | 3,90  |  |  |
|                          | Alain Giasson            | Alliance citoyenne de Québec | 389     | 0,21  |  |  |
|                          | Lucie Perreault          | Indépendante                 | 370     | 0,20  |  |  |
|                          | Patrice Fortin           | Indépendant                  | 282     | 0,15  |  |  |
|                          |                          |                              |         |       |  |  |
| Suffrages exprimés       | Suffrages exprimés       | Suffrages exprimés           | 184 303 | 99,18 |  |  |
| Votes nuls               | Votes nuls               | Votes nuls                   | 1 530   | 0,82  |  |  |
| Total                    | Total                    | Total                        | 185 833 | 100   |  |  |
| Abstention               | Abstention               | Abstention                   | 225 416 | 54,81 |  |  |
| Inscrits / participation | Inscrits / participation | Inscrits / participation     | 411 249 | 45,19 |  |  |

#### Par arrondissement
| Partis | Partis    | LC-L   | LC-L  | LR    | LR    | SF-S-CR | SF-S-CR | CB    | CB    | BP    | BP    | LHSC  | LHSC  | Total | Total  | Total |
| Partis | Partis    | V.     | %     | V.    | %     | V.      | %       | V.    | %     | V.    | %     | V.    | %     | V.    | V.     | %     |
| ------ | --------- | ------ | ----- | ----- | ----- | ------- | ------- | ----- | ----- | ----- | ----- | ----- | ----- | ----- | ------ | ----- |
|        | Marchand  | 12 181 | 33,45 | 7 654 | 29,61 | 14 821  | 37,62   | 9 040 | 32,13 | 8 015 | 28,29 | 7 856 | 30,02 |       | 59 567 | 32,32 |
|        | Savard    | 10 242 | 28,13 | 9 567 | 37,01 | 13 505  | 34,28   | 8 974 | 31,90 | 8 804 | 31,08 | 7 736 | 29,56 |       | 58 828 | 31,92 |
|        | Gosselin  | 4 973  | 13,66 | 6 981 | 27,00 | 6 785   | 17,22   | 8 040 | 28,58 | 9 670 | 34,14 | 9 141 | 34,94 |       | 45 590 | 24,74 |
|        | Smith     | 6 642  | 18,24 | 740   | 2,86  | 2 355   | 5,98    | 947   | 3,37  | 836   | 2,95  | 569   | 2,17  |       | 12 089 | 6,56  |
|        | Rousseau  | 2 182  | 5,99  | 767   | 2,97  | 1 751   | 4,44    | 951   | 3,38  | 856   | 3,02  | 681   | 2,60  |       | 7 188  | 3,90  |
|        | Giasson   | 74     | 0,20  | 41    | 0,16  | 74      | 0,19    | 78    | 0,28  | 53    | 0,19  | 69    | 0,26  |       | 389    | 0,21  |
|        | Perreault | 71     | 0,19  | 52    | 0,20  | 61      | 0,15    | 57    | 0,20  | 57    | 0,20  | 72    | 0,28  |       | 370    | 0,20  |
|        | Fortin    | 50     | 0,14  | 50    | 0,19  | 49      | 0,12    | 49    | 0,17  | 36    | 0,13  | 48    | 0,18  |       | 282    | 0,15  |

### Districts électoraux

#### Résumé
|                          |                              |                          |         |       |       |        |               |  |  |  |  |  |  |  |
| Parti                    | Parti                        | Candidats                | Voix    | %     | +/-   | Sièges | +/-           |  |  |  |  |  |  |  |
|                          | Équipe Marie-Josée Savard    | 21                       | 57 857  | 31,53 | 15,71 | 10     | 7             |  |  |  |  |  |  |  |
|                          | Québec forte et fière        | 21                       | 55 501  | 30,24 | Nv.   | 6      | 6             |  |  |  |  |  |  |  |
|                          | Québec 21                    | 21                       | 45 761  | 24,94 | 5,32  | 4      | 2             |  |  |  |  |  |  |  |
|                          | Transition Québec            | 21                       | 14 342  | 7,81  | 5,71  | 1      | 1             |  |  |  |  |  |  |  |
|                          | Démocratie Québec            | 20                       | 8 060   | 4,39  | 11,74 | 0      | 1             |  |  |  |  |  |  |  |
|                          | Alliance citoyenne de Québec | 4                        | 257     | 0,14  | 0,51  | 0      | en stagnation |  |  |  |  |  |  |  |
|                          | Indépendants                 | 6                        | 1 743   | 0,95  | -     | 0      | 1             |  |  |  |  |  |  |  |
|                          |                              |                          |         |       |       |        |               |  |  |  |  |  |  |  |
| Suffrages exprimés       | Suffrages exprimés           | Suffrages exprimés       | 183 521 | 98,76 |       |        |               |  |  |  |  |  |  |  |
| Votes nuls               | Votes nuls                   | Votes nuls               | 2 312   | 1,24  |       |        |               |  |  |  |  |  |  |  |
| Total                    | Total                        | Total                    | 185 833 | 100   | -     | 21     | en stagnation |  |  |  |  |  |  |  |
| Abstention               | Abstention                   | Abstention               | 225 416 | 54,81 |       |        |               |  |  |  |  |  |  |  |
| Inscrits / participation | Inscrits / participation     | Inscrits / participation | 411 249 | 45,19 |       |        |               |  |  |  |  |  |  |  |

##### Variations par arrondissement
| Partis | Partis | LC-L  | LC-L  | LR    | LR    | SF-S-CR | SF-S-CR | CB    | CB    | BP    | BP    | LHSC  | LHSC  |
| Partis | Partis | %     | +/-   | %     | +/-   | %       | +/-     | %     | +/-   | %     | +/-   | %     | +/-   |
| ------ | ------ | ----- | ----- | ----- | ----- | ------- | ------- | ----- | ----- | ----- | ----- | ----- | ----- |
|        | EMJS   | 24,94 | 12,05 | 38,38 | 16,07 | 35,47   | 13,15   | 31,57 | 18,01 | 29,40 | 16,89 | 30,26 | 19,37 |
|        | QFF    | 30,63 | Nv.   | 26,98 | Nv.   | 34,76   | Nv.     | 31,65 | Nv.   | 26,43 | Nv.   | 28,73 | Nv.   |
|        | QC21   | 12,89 | 1,39  | 28,35 | 4,09  | 16,91   | 5,02    | 28,74 | 6,55  | 37,72 | 6,33  | 32,52 | 6,04  |
|        | TQ     | 22,01 | 18,31 | 3,28  | 1,09  | 7,27    | 5,38    | 4,02  | 2,53  | 3,15  | 1,97  | 2,43  | 0,46  |
|        | DQ     | 8,38  | 21,88 | 3,00  | 7,73  | 3,98    | 19,46   | 4,02  | 6,78  | 3,29  | 3,97  | 2,41  | 7,07  |
|        | ACQ    | 0,33  | 0,51  |       |       | 0,18    | 0,20    |       |       |       |       | 0,26  | 0,11  |
|        | Ind.   | 0,83  | -     | 1,43  | -     | 3,39    | -       |       |       |       |       |       |       |

#### La Cité-Limoilou
| Candidat               | Candidat               | Parti                     | Voix   | %     |
| ---------------------- | ---------------------- | ------------------------- | ------ | ----- |
|                        | Mélissa Coulombe-Leduc | Québec forte et fière     | 2 268  | 30,06 |
|                        | Alexia Oman            | Transition Québec         | 1 521  | 20,16 |
|                        | David Johnson          | Démocratie Québec         | 1 504  | 19,93 |
|                        | Boufeldja Benabdallah  | Équipe Marie-Josée Savard | 1 430  | 18,95 |
|                        | Cynthia Laflamme       | Québec 21                 | 822    | 10,89 |
|                        |                        |                           |        |       |
| Suffrages exprimés     | Suffrages exprimés     | Suffrages exprimés        | 7 545  | 99,03 |
| Votes blancs et nuls   | Votes blancs et nuls   | Votes blancs et nuls      | 74     | 0,97  |
| Total                  | Total                  | Total                     | 7 619  | 100   |
| Abstentions            | Abstentions            | Abstentions               | 6 860  | 47,38 |
| Inscrits/Participation | Inscrits/Participation | Inscrits/Participation    | 14 479 | 52,62 |

| Candidat               | Candidat                   | Parti                     | Voix   | %     |
| ---------------------- | -------------------------- | ------------------------- | ------ | ----- |
|                        | Catherine Vallières-Roland | Québec forte et fière     | 3 736  | 43,06 |
|                        | Maxime Gravel-Renaud       | Équipe Marie-Josée Savard | 2 362  | 27,22 |
|                        | Michel Houle               | Transition Québec         | 1 041  | 12,00 |
|                        | Jean-Pierre Du Sault       | Québec 21                 | 919    | 10,59 |
|                        | Katia Garon                | Démocratie Québec         | 619    | 7,13  |
|                        |                            |                           |        |       |
| Suffrages exprimés     | Suffrages exprimés         | Suffrages exprimés        | 8 677  | 99,03 |
| Votes blancs et nuls   | Votes blancs et nuls       | Votes blancs et nuls      | 85     | 0,97  |
| Total                  | Total                      | Total                     | 8 762  | 100   |
| Abstentions            | Abstentions                | Abstentions               | 6 500  | 42,59 |
| Inscrits/Participation | Inscrits/Participation     | Inscrits/Participation    | 15 262 | 57,41 |

| Candidat               | Candidat                | Parti                        | Voix   | %     |
| ---------------------- | ----------------------- | ---------------------------- | ------ | ----- |
|                        | Pierre-Luc Lachance     | Québec forte et fière        | 2 536  | 34,62 |
|                        | Paul-Christian Nolin    | Équipe Marie-Josée Savard    | 1 630  | 22,25 |
|                        | Élisabeth Germain       | Transition Québec            | 1 430  | 19,52 |
|                        | Marie-Josée Proteau     | Québec 21                    | 918    | 12,53 |
|                        | Mbaï-Hadji Mbaïrewaye   | Démocratie Québec            | 525    | 7,17  |
|                        | Alexandra Tremblay      | Indépendante                 | 245    | 3,34  |
|                        | Nicolas Bouffard-Savoie | Alliance citoyenne de Québec | 41     | 0,56  |
|                        |                         |                              |        |       |
| Suffrages exprimés     | Suffrages exprimés      | Suffrages exprimés           | 7 325  | 98,96 |
| Votes blancs et nuls   | Votes blancs et nuls    | Votes blancs et nuls         | 77     | 1,04  |
| Total                  | Total                   | Total                        | 7 402  | 100   |
| Abstentions            | Abstentions             | Abstentions                  | 10 328 | 58,25 |
| Inscrits/Participation | Inscrits/Participation  | Inscrits/Participation       | 17 730 | 41,75 |

| Candidat               | Candidat               | Parti                     | Voix   | %     |
| ---------------------- | ---------------------- | ------------------------- | ------ | ----- |
|                        | Madeleine Cloutier     | Transition Québec         | 2 662  | 38,36 |
|                        | Suzanne Verreault      | Équipe Marie-Josée Savard | 1 772  | 25,53 |
|                        | Florent Tanlet         | Québec forte et fière     | 1 361  | 19,61 |
|                        | Stéphane Gignac        | Québec 21                 | 948    | 13,66 |
|                        | Simon Levasseur        | Démocratie Québec         | 197    | 2,84  |
|                        |                        |                           |        |       |
| Suffrages exprimés     | Suffrages exprimés     | Suffrages exprimés        | 6 940  | 98,81 |
| Votes blancs et nuls   | Votes blancs et nuls   | Votes blancs et nuls      | 83     | 1,19  |
| Total                  | Total                  | Total                     | 7 023  | 100   |
| Abstentions            | Abstentions            | Abstentions               | 9 050  | 56,31 |
| Inscrits/Participation | Inscrits/Participation | Inscrits/Participation    | 16 073 | 43,69 |

| Candidat               | Candidat               | Parti                     | Voix   | %     |
| ---------------------- | ---------------------- | ------------------------- | ------ | ----- |
|                        | Claude Villeneuve      | Équipe Marie-Josée Savard | 1 870  | 31,97 |
|                        | Hamed Sandra Adam      | Transition Québec         | 1 343  | 22,96 |
|                        | Charlotte Vachon       | Québec forte et fière     | 1 228  | 21,00 |
|                        | Marie-Claude Lavoie    | Québec 21                 | 1 075  | 18,38 |
|                        | Omar Berri             | Démocratie Québec         | 200    | 3,42  |
|                        | Daniel Lachance        | Alliance citoyenne        | 78     | 1,33  |
|                        | Dalila Elhak           | Indépendant               | 55     | 0,94  |
|                        |                        |                           |        |       |
| Suffrages exprimés     | Suffrages exprimés     | Suffrages exprimés        | 5 849  | 98,24 |
| Votes blancs et nuls   | Votes blancs et nuls   | Votes blancs et nuls      | 105    | 1,76  |
| Total                  | Total                  | Total                     | 5 954  | 100   |
| Abstentions            | Abstentions            | Abstentions               | 10 384 | 63,56 |
| Inscrits/Participation | Inscrits/Participation | Inscrits/Participation    | 16 338 | 36,44 |

#### Les Rivières
| Candidat               | Candidat               | Parti                     | Voix   | %     |
| ---------------------- | ---------------------- | ------------------------- | ------ | ----- |
|                        | Alicia Despins         | Équipe Marie-Josée Savard | 3 158  | 41,27 |
|                        | Shirley Burns          | Québec 21                 | 2 103  | 27,48 |
|                        | Jessica Flautre-Aubry  | Québec forte et fière     | 1 852  | 24,20 |
|                        | Salem Billard          | Transition Québec         | 309    | 4,04  |
|                        | Jason Noble            | Démocratie Québec         | 230    | 3,01  |
|                        |                        |                           |        |       |
| Suffrages exprimés     | Suffrages exprimés     | Suffrages exprimés        | 7 652  | 98,40 |
| Votes blancs et nuls   | Votes blancs et nuls   | Votes blancs et nuls      | 124    | 1,60  |
| Total                  | Total                  | Total                     | 7 776  | 100   |
| Abstentions            | Abstentions            | Abstentions               | 12 314 | 61,29 |
| Inscrits/Participation | Inscrits/Participation | Inscrits/Participation    | 20 090 | 38,71 |

| Candidat               | Candidat                    | Parti                     | Voix   | %     |
| ---------------------- | --------------------------- | ------------------------- | ------ | ----- |
|                        | Patricia Boudreault-Bruyère | Équipe Marie-Josée Savard | 3 490  | 34,57 |
|                        | Patrick Paquet              | Québec 21                 | 3 126  | 30,97 |
|                        | Sophie Gingras              | Québec forte et fière     | 2 899  | 28,72 |
|                        | Mario Albert                | Démocratie Québec         | 301    | 2,98  |
|                        | Laurance Marquis-Gendron    | Transition Québec         | 278    | 2,75  |
|                        |                             |                           |        |       |
| Suffrages exprimés     | Suffrages exprimés          | Suffrages exprimés        | 10 094 | 98,71 |
| Votes blancs et nuls   | Votes blancs et nuls        | Votes blancs et nuls      | 132    | 1,29  |
| Total                  | Total                       | Total                     | 10 226 | 100   |
| Abstentions            | Abstentions                 | Abstentions               | 11 495 | 52,92 |
| Inscrits/Participation | Inscrits/Participation      | Inscrits/Participation    | 21 721 | 47,08 |

| Candidat               | Candidat               | Parti                     | Voix   | %     |
| ---------------------- | ---------------------- | ------------------------- | ------ | ----- |
|                        | Véronique Dallaire     | Équipe Marie-Josée Savard | 3 216  | 40,43 |
|                        | Christine Marinelli    | Québec forte et fière     | 2 185  | 27,47 |
|                        | Gabriel Hardy          | Québec 21                 | 2 056  | 25,85 |
|                        | Alexandra Larouche     | Transition Québec         | 257    | 3,23  |
|                        | Simon Domingue         | Démocratie Québec         | 241    | 3,03  |
|                        |                        |                           |        |       |
| Suffrages exprimés     | Suffrages exprimés     | Suffrages exprimés        | 7 955  | 98,64 |
| Votes blancs et nuls   | Votes blancs et nuls   | Votes blancs et nuls      | 110    | 1,36  |
| Total                  | Total                  | Total                     | 8 065  | 100   |
| Abstentions            | Abstentions            | Abstentions               | 9 460  | 53,98 |
| Inscrits/Participation | Inscrits/Participation | Inscrits/Participation    | 17 525 | 46,02 |

#### Sainte-Foy-Sillery-Cap-Rouge
| Candidat               | Candidat                       | Parti                     | Voix   | %     |
| ---------------------- | ------------------------------ | ------------------------- | ------ | ----- |
|                        | Maude Mercier-Larouche         | Québec forte et fière     | 4 216  | 39,04 |
|                        | Émilie Villeneuve              | Équipe Marie-Josée Savard | 3 377  | 31,27 |
|                        | Claude Duplessis               | Québec 21                 | 1 350  | 12,50 |
|                        | Louis-Charles Beaudoin-Lacroix | Transition Québec         | 965    | 8,94  |
|                        | Huguette Lépine                | Démocratie Québec         | 820    | 7,59  |
|                        | Serge Laberge                  | Alliance citoyenne        | 70     | 0,65  |
|                        |                                |                           |        |       |
| Suffrages exprimés     | Suffrages exprimés             | Suffrages exprimés        | 10 798 | 98,90 |
| Votes blancs et nuls   | Votes blancs et nuls           | Votes blancs et nuls      | 120    | 1,10  |
| Total                  | Total                          | Total                     | 10 918 | 100   |
| Abstentions            | Abstentions                    | Abstentions               | 9 596  | 46,78 |
| Inscrits/Participation | Inscrits/Participation         | Inscrits/Participation    | 20 514 | 53,22 |

| Candidat               | Candidat               | Parti                     | Voix                | %                   |
| ---------------------- | ---------------------- | ------------------------- | ------------------- | ------------------- |
|                        | David Weiser           | Équipe Marie-Josée Savard | 2 815               | 38,05               |
|                        | Sophia Laababsi        | Québec forte et fière     | 2 146               | 29,01               |
|                        | Serge Simard           | Québec 21                 | 1 416               | 19,14               |
|                        | Anne-Marie Thivierge   | Transition Québec         | 887                 | 11,99               |
|                        | Ali Dahan              | Indépendant               | 134                 | 1,81                |
|                        | Bertrand de Lépinay    | Démocratie Québec         | Candidature retirée | Candidature retirée |
|                        |                        |                           |                     |                     |
| Suffrages exprimés     | Suffrages exprimés     | Suffrages exprimés        | 7 398               | 98,21               |
| Votes blancs et nuls   | Votes blancs et nuls   | Votes blancs et nuls      | 135                 | 1,79                |
| Total                  | Total                  | Total                     | 7 533               | 100                 |
| Abstentions            | Abstentions            | Abstentions               | 10 384              | 57,96               |
| Inscrits/Participation | Inscrits/Participation | Inscrits/Participation    | 17 917              | 42,04               |

| Candidat               | Candidat               | Parti                     | Voix   | %     |
| ---------------------- | ---------------------- | ------------------------- | ------ | ----- |
|                        | Anne Corriveau         | Équipe Marie-Josée Savard | 3 854  | 39,83 |
|                        | Jean-Luc Lavoie        | Québec forte et fière     | 3 477  | 35,93 |
|                        | Jean Arsenault         | Québec 21                 | 1 531  | 15,82 |
|                        | Charles Lamont         | Transition Québec         | 401    | 4,14  |
|                        | Pierre Martin          | Démocratie Québec         | 329    | 3,40  |
|                        | Moussa Sangaré         | Indépendante              | 85     | 0,88  |
|                        |                        |                           |        |       |
| Suffrages exprimés     | Suffrages exprimés     | Suffrages exprimés        | 9 677  | 99,12 |
| Votes blancs et nuls   | Votes blancs et nuls   | Votes blancs et nuls      | 86     | 0,88  |
| Total                  | Total                  | Total                     | 9 763  | 100   |
| Abstentions            | Abstentions            | Abstentions               | 8 614  | 46,87 |
| Inscrits/Participation | Inscrits/Participation | Inscrits/Participation    | 18 377 | 53,13 |

| Candidat               | Candidat                    | Parti                     | Voix   | %     |
| ---------------------- | --------------------------- | ------------------------- | ------ | ----- |
|                        | Louis Martin                | Équipe Marie-Josée Savard | 3 865  | 34,06 |
|                        | Jérôme Couture              | Québec forte et fière     | 3 794  | 33,43 |
|                        | Éric Lessard                | Québec 21                 | 2 336  | 20,59 |
|                        | Andrée-Anne Côté-Jinchereau | Transition Québec         | 599    | 5,28  |
|                        | Jean Éric Fiorito           | Démocratie Québec         | 413    | 3,64  |
|                        | Philippe Moussette          | Indépendant               | 341    | 3,00  |
|                        |                             |                           |        |       |
| Suffrages exprimés     | Suffrages exprimés          | Suffrages exprimés        | 11 348 | 99,08 |
| Votes blancs et nuls   | Votes blancs et nuls        | Votes blancs et nuls      | 105    | 0,92  |
| Total                  | Total                       | Total                     | 11 453 | 100   |
| Abstentions            | Abstentions                 | Abstentions               | 10 519 | 47,87 |
| Inscrits/Participation | Inscrits/Participation      | Inscrits/Participation    | 21 972 | 52,13 |

#### Charlesbourg
| Candidat               | Candidat               | Parti                     | Voix   | %     |
| ---------------------- | ---------------------- | ------------------------- | ------ | ----- |
|                        | Claude Lavoie          | Équipe Marie-Josée Savard | 2 564  | 33,74 |
|                        | Charles Pagé           | Québec forte et fière     | 2 343  | 30,83 |
|                        | Brigitte Bois          | Québec 21                 | 1 867  | 24,57 |
|                        | Anabelle Beaudoin      | Démocratie Québec         | 460    | 6,05  |
|                        | Geneviève Le Houx      | Transition Québec         | 366    | 4,82  |
|                        |                        |                           |        |       |
| Suffrages exprimés     | Suffrages exprimés     | Suffrages exprimés        | 7 600  | 98,13 |
| Votes blancs et nuls   | Votes blancs et nuls   | Votes blancs et nuls      | 145    | 1,87  |
| Total                  | Total                  | Total                     | 7 745  | 100   |
| Abstentions            | Abstentions            | Abstentions               | 10 928 | 58,52 |
| Inscrits/Participation | Inscrits/Participation | Inscrits/Participation    | 18 673 | 41,48 |

| Candidat               | Candidat               | Parti                     | Voix   | %     |
| ---------------------- | ---------------------- | ------------------------- | ------ | ----- |
|                        | Marie-Pierre Boucher   | Québec forte et fière     | 3 722  | 34,24 |
|                        | Donald Archy Beaudry   | Équipe Marie-Josée Savard | 3 435  | 31,60 |
|                        | Vincent Bégin          | Québec 21                 | 2 891  | 26,60 |
|                        | Sébastien Tremblay     | Transition Québec         | 434    | 3,99  |
|                        | Pierre Nadeau          | Démocratie Québec         | 387    | 3,56  |
|                        |                        |                           |        |       |
| Suffrages exprimés     | Suffrages exprimés     | Suffrages exprimés        | 10 869 | 98,79 |
| Votes blancs et nuls   | Votes blancs et nuls   | Votes blancs et nuls      | 133    | 1,21  |
| Total                  | Total                  | Total                     | 11 002 | 100   |
| Abstentions            | Abstentions            | Abstentions               | 11 195 | 50,43 |
| Inscrits/Participation | Inscrits/Participation | Inscrits/Participation    | 22 197 | 49,57 |

| Candidat               | Candidat               | Parti                     | Voix   | %     |
| ---------------------- | ---------------------- | ------------------------- | ------ | ----- |
|                        | Éric Ralph Mercier     | Québec 21                 | 3 288  | 34,52 |
|                        | Marie-Pier Dorion      | Équipe Marie-Josée Savard | 2 838  | 29,80 |
|                        | Catherine Morissette   | Québec forte et fière     | 2 794  | 29,34 |
|                        | Samuel Moisan-Domm     | Transition Québec         | 326    | 3,42  |
|                        | Bernard Martineau      | Démocratie Québec         | 278    | 2,92  |
|                        |                        |                           |        |       |
| Suffrages exprimés     | Suffrages exprimés     | Suffrages exprimés        | 9 524  | 98,85 |
| Votes blancs et nuls   | Votes blancs et nuls   | Votes blancs et nuls      | 110    | 1,15  |
| Total                  | Total                  | Total                     | 9 634  | 100   |
| Abstentions            | Abstentions            | Abstentions               | 12 966 | 57,37 |
| Inscrits/Participation | Inscrits/Participation | Inscrits/Participation    | 22 600 | 42,63 |

#### Beauport
| Candidat               | Candidat               | Parti                     | Voix   | %     |
| ---------------------- | ---------------------- | ------------------------- | ------ | ----- |
|                        | Manouchka Blanchet     | Québec 21                 | 3 521  | 38,61 |
|                        | Marie France Trudel    | Québec forte et fière     | 2 954  | 32,39 |
|                        | Luc Ferland            | Équipe Marie-Josée Savard | 2 258  | 24,76 |
|                        | Guy Boivin             | Démocratie Québec         | 204    | 2,24  |
|                        | Pier-Yves Champagne    | Transition Québec         | 182    | 2,00  |
|                        |                        |                           |        |       |
| Suffrages exprimés     | Suffrages exprimés     | Suffrages exprimés        | 9 119  | 98,83 |
| Votes blancs et nuls   | Votes blancs et nuls   | Votes blancs et nuls      | 108    | 1,17  |
| Total                  | Total                  | Total                     | 9 227  | 100   |
| Abstentions            | Abstentions            | Abstentions               | 10 601 | 53,46 |
| Inscrits/Participation | Inscrits/Participation | Inscrits/Participation    | 19 828 | 46,54 |

| Candidat               | Candidat                      | Parti                     | Voix   | %     |
| ---------------------- | ----------------------------- | ------------------------- | ------ | ----- |
|                        | Stevens Mélançon              | Québec 21                 | 4 624  | 46,02 |
|                        | Benoit Jobin                  | Équipe Marie-Josée Savard | 2 621  | 26,09 |
|                        | Éric Courtemanche Baril       | Québec forte et fière     | 2 271  | 22,60 |
|                        | Pedro-Natanaël Bordón-Richard | Transition Québec         | 281    | 2,80  |
|                        | Nancy Legault                 | Démocratie Québec         | 250    | 2,49  |
|                        |                               |                           |        |       |
| Suffrages exprimés     | Suffrages exprimés            | Suffrages exprimés        | 10 047 | 98,50 |
| Votes blancs et nuls   | Votes blancs et nuls          | Votes blancs et nuls      | 153    | 1,50  |
| Total                  | Total                         | Total                     | 10 200 | 100   |
| Abstentions            | Abstentions                   | Abstentions               | 12 513 | 55,09 |
| Inscrits/Participation | Inscrits/Participation        | Inscrits/Participation    | 22 713 | 44,91 |

| Candidat               | Candidat                    | Parti                     | Voix   | %     |
| ---------------------- | --------------------------- | ------------------------- | ------ | ----- |
|                        | Isabelle Roy                | Équipe Marie-Josée Savard | 3 410  | 37,79 |
|                        | Marie Moreau                | Québec 21                 | 2 489  | 27,58 |
|                        | Maxime Dion                 | Québec forte et fière     | 2 227  | 24,68 |
|                        | Lyne Girard                 | Démocratie Québec         | 473    | 5,24  |
|                        | Camille Lambert-Deubelbeiss | Transition Québec         | 425    | 4,71  |
|                        |                             |                           |        |       |
| Suffrages exprimés     | Suffrages exprimés          | Suffrages exprimés        | 9 024  | 98,25 |
| Votes blancs et nuls   | Votes blancs et nuls        | Votes blancs et nuls      | 161    | 1,75  |
| Total                  | Total                       | Total                     | 9 185  | 100   |
| Abstentions            | Abstentions                 | Abstentions               | 12 624 | 57,88 |
| Inscrits/Participation | Inscrits/Participation      | Inscrits/Participation    | 21 809 | 42,12 |

#### La Haute-Saint-Charles
| Candidat               | Candidat               | Parti                     | Voix   | %     |
| ---------------------- | ---------------------- | ------------------------- | ------ | ----- |
|                        | Steeve Verret          | Équipe Marie-Josée Savard | 3 218  | 36,35 |
|                        | Marc Roussin           | Québec 21                 | 3 058  | 34,54 |
|                        | Ludovic Lorrin         | Québec forte et fière     | 2 182  | 24,64 |
|                        | Alexandre Ménard       | Démocratie Québec         | 227    | 2,56  |
|                        | Carl Gignac            | Transition Québec         | 169    | 1,91  |
|                        |                        |                           |        |       |
| Suffrages exprimés     | Suffrages exprimés     | Suffrages exprimés        | 8 854  | 98,81 |
| Votes blancs et nuls   | Votes blancs et nuls   | Votes blancs et nuls      | 107    | 1,19  |
| Total                  | Total                  | Total                     | 8 961  | 100   |
| Abstentions            | Abstentions            | Abstentions               | 12 538 | 58,32 |
| Inscrits/Participation | Inscrits/Participation | Inscrits/Participation    | 21 499 | 41,68 |

| Candidat               | Candidat               | Parti                     | Voix   | %     |
| ---------------------- | ---------------------- | ------------------------- | ------ | ----- |
|                        | Marie-Josée Asselin    | Québec forte et fière     | 3 237  | 34,79 |
|                        | Émilie Robitaille      | Équipe Marie-Josée Savard | 2 482  | 26,67 |
|                        | Roxanne Lavallée       | Québec 21                 | 2 227  | 23,93 |
|                        | Robert Martel          | Indépendant               | 883    | 9,49  |
|                        | Claudine Laroche       | Transition Québec         | 252    | 2,71  |
|                        | Eric Lapointe          | Démocratie Québec         | 224    | 2,41  |
|                        |                        |                           |        |       |
| Suffrages exprimés     | Suffrages exprimés     | Suffrages exprimés        | 9 305  | 98,73 |
| Votes blancs et nuls   | Votes blancs et nuls   | Votes blancs et nuls      | 120    | 1,23  |
| Total                  | Total                  | Total                     | 9 425  | 100   |
| Abstentions            | Abstentions            | Abstentions               | 12 282 | 56,58 |
| Inscrits/Participation | Inscrits/Participation | Inscrits/Participation    | 21 707 | 43,42 |

| Candidat               | Candidat               | Parti                     | Voix   | %     |
| ---------------------- | ---------------------- | ------------------------- | ------ | ----- |
|                        | Bianca Dussault        | Québec 21                 | 3 196  | 40,35 |
|                        | Richard Harvey         | Équipe Marie-Josée Savard | 2 192  | 27,67 |
|                        | Manon Robitaille       | Québec forte et fière     | 2 073  | 26,17 |
|                        | Sarah Lesage           | Transition Québec         | 214    | 2,70  |
|                        | Luc Paquin             | Démocratie Québec         | 178    | 2,25  |
|                        | René Hudon             | Alliance citoyenne        | 68     | 0,86  |
|                        |                        |                           |        |       |
| Suffrages exprimés     | Suffrages exprimés     | Suffrages exprimés        | 7 921  | 98,83 |
| Votes blancs et nuls   | Votes blancs et nuls   | Votes blancs et nuls      | 94     | 1,17  |
| Total                  | Total                  | Total                     | 8 015  | 100   |
| Abstentions            | Abstentions            | Abstentions               | 14 210 | 63,94 |
| Inscrits/Participation | Inscrits/Participation | Inscrits/Participation    | 22 225 | 36,06 |